# Exército Soviético

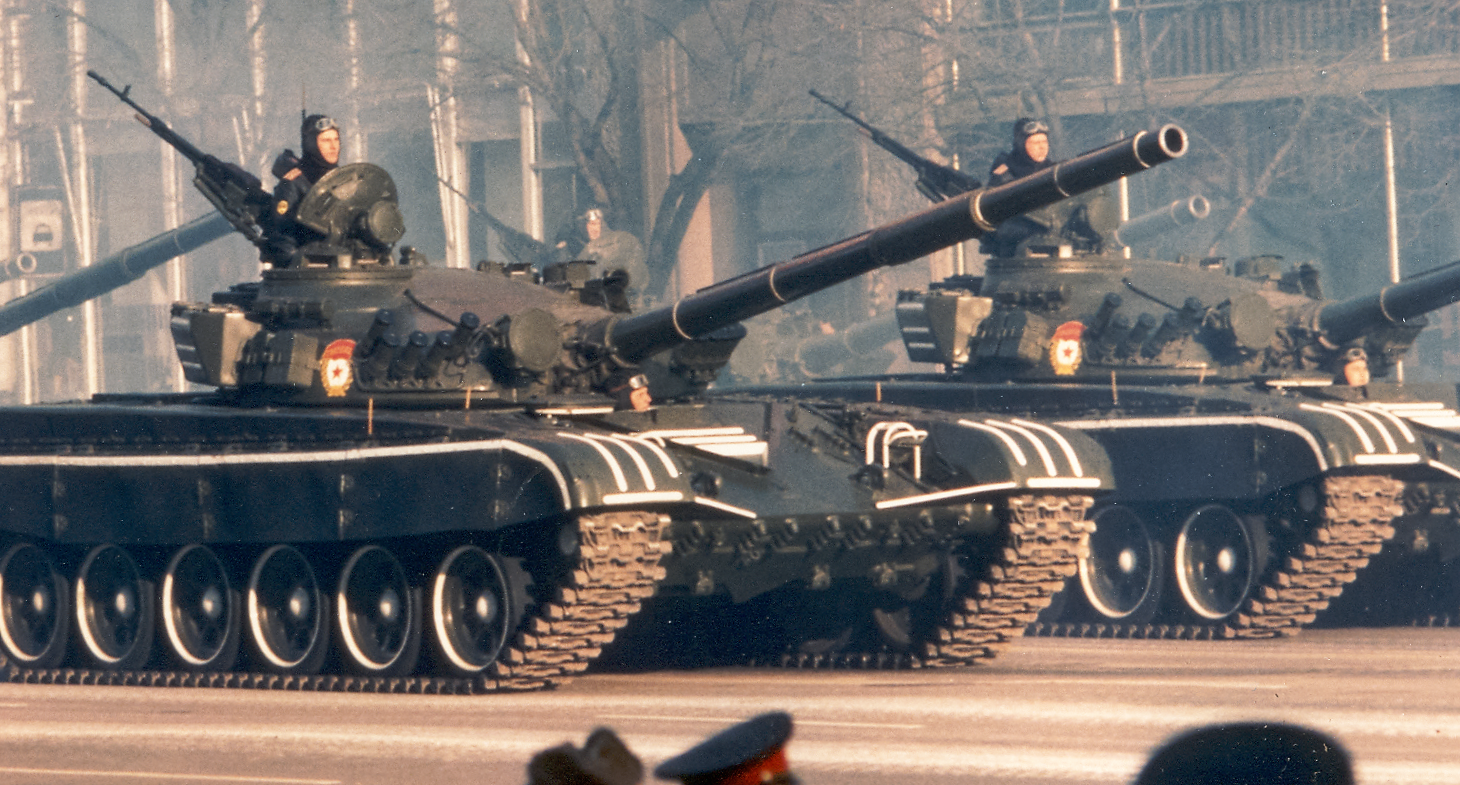
Blindados T-72 soviéticos durante a parada militar, em 1983, de celebração da Revolução de Outubro.

O Exército Soviético (em russo:  Советская армия, transl. Sovetskaya armiya) ou Forças Terrestres Soviéticas (em russo:  Советские сухопутные войска, transl. Sovetskiye sukhoputnye voyska) foi o ramo terrestre principal das Forças Armadas Soviéticas de 1946 a 1992.
Até 25 de fevereiro de 1946, era conhecido como Exército Vermelho. Em russo, o termo armiya (exército) costumava ser usado para cobrir a Tropa de Mísseis Estratégicos primeiro na tradicional ordem de precedência soviética; as Forças Terrestres, em segundo lugar; as Forças de Defesa Aérea, em terceiro lugar, as Força Aérea, em quarto, e a Marinha Soviética, em quinto, entre os ramos das Forças Armadas Soviéticas como um todo.
Depois que a União Soviética se dissolveu em dezembro de 1991, as Forças Terrestres permaneceram sob o comando da Comunidade dos Estados Independentes até que foi formalmente abolida em 14 de fevereiro de 1992. O Exército Soviético foi sucedido principalmente pelas Forças Terrestres da Federação Russa no território russo, e o restante das forças terrestres pelas dos estados pós-soviéticos.

## Conflitos
- Insurgências anticomunistas no Leste Europeu
- Guerra da Coreia
- Revolução Húngara de 1956
- Crise dos mísseis de Cuba
- Guerra do Vietnã
- Conflito fronteiriço sino-soviético
- Invasão da Tchecoslováquia
- Guerra de Desgaste
- Guerra Civil Angolana
- Guerra de Ogaden
- Guerra Civil da Etiópia
- Guerra do Afeganistão (1979–1989)
- Revoluções de 1989
- Tentativa de golpe de Estado na União Soviética em 1991